# Leon Nowosielski
Leon Nowosielski (ur. ok. 1698, zm. 1741) z dóbr Lubczy n. Niemnem, podczaszy Wielkiego Księstwa Litewskiego, starosta luboszański, buńczuczny, pułkownik królewski Wielkiej Wojny Północnej z nominacji króla Stanisława Leszczyńskiego, kolejny spadkobierca majątku rodzinnego i dzierżawca m. Lubcza, od 1726 żonaty z Salomeą Sapieżanką. Posiadali dwór nieopodal zamku w Lubczy nad Niemnem, a także miasta Grodno, Wsielub, Oświeja wraz z okolicznymi dobrami ziemskimi.

## Posiadane dobra ziemskie
Majętności ziemskie Leona Nowosielskiego w postaci dóbr lubczańskich to obszar 9933 morg (5598 ha), dzierżawione przez Nowosielskich starożytne miasteczko Lubcz woj. nowogródzkim, nad Niemnem posiadało w okolicy ok. 200 wiosek żydowskich, 32 sioła, tereny te zamieszkiwało ok. 6800 włościan o pracy pańszczyźnianej. Miasta Grodno, Wsielub, Oświeja i okoliczne dobra w guberni mińska, okolicy Nowogródka były uprzednio własnością rodzinną Antoniego, syna Wawrzyńca Nowosielskiego. Spisy i herbarze zawierają informacje o dobrach ziemskich i majątkach. Miasto i okolice Wsielub o powierzchni 7582 dziesięcin należące do rodziny Nowosielskich składały się z 52 wiosek, 595 domów, 1 miasto, 19 uroczysk, 10 folwarków. Tereny te w początkach XVIII wieku zamieszkiwało ok. 3800 katolików i żydów. Od początku XVIII wieku majątek (8283,3 ha) należał do Nowosielskich, a następnie do Radziwiłłów. W II połowie XVIII wieku Wsielub przeszedł we władanie rodziny O'Rourke.
Nabyte od rodziny Sapiehów miasto Oświeja z okolicznymi rozległymi dobrami o powierzchni 24814 dziesięcin (27109,29 ha) położone nad jeziorem oświejskim zawierały ok. 750 chrześcijan i 1470 żydów, czyli ok. 2200 mieszkańców. Na wielki majątek składały się 3 folwarki, 49 wsi, 623 domy. Od początku XVIII wieku do Nowosielskich należał jeden z rynków wraz z zabudowanymi dookoła 9 nieruchomosciami w mieście Grodnie. Był on nabyty od rodziny Potockich. Rynek z nieruchomościami pozostawał w dobrach rodzinnych do II połowy XVIII wieku. Łącznie majątki rodzinne w Wielkim Księstwie Litewskim wynosiły: 4 miasta, ok. 300 wiosek, kilkadziesiąt folwarków, ok. 2000 domów, ok. 14 800 ludzi pracujących w licznych manufakturach i faktoriach na dobrach o powierzchni ok. 41 600 ha.